# جمهوری فرمز
جمهوری فرمز (یا جمهوری تایوان و جمهوری دموکراتیک فرمز) جمهوری کوتاه‌مدت در جزیره تایوان در سال ۱۸۹۵ میلادی بود. این جمهوری حدفاصل واگذاری تایوان از دودمان چینگ به امپراتوری ژاپن و تهاجم و تصرف این جزیره بدست ژاپنی‌ها وجود داشت. این جمهوری در ۲۳ مه ۱۸۹۵ اعلام موجودیت کرد و در ۲۱ اکتبر همان سال رسماً منقرض گردید. این جمهوری ۱۵۱ روز عمر کرد. نابودی این جمهوری پس از تهاجم ژاپن و تسخیر پایتخت، شهر تاینان، توسط این کشور، رخ داد. اگرچه گاهی این جمهوری را اولین جمهوری تاریخ آسیا اعلام می‌کنند اما در اصل اولین جمهوری تاریخ قاره کهن، جمهوری ازو می‌باشد که در ۱۸۶۹ میلادی تأسیس شد.

## ریشه‌شناسی
ریشه نام فرمز به سال ۱۵۴۲ زمانی که ملوانان پرتغالی جزیره‌ای ناشناخته را مشاهده کردند و آن را روی نقشه‌های خود به‌عنوان Ilha Formosa ("جزیره زیبا") یادداشت کردند. نام فورموسا در نهایت "جایگزین بقیه در ادبیات اروپایی شد" و تا قرن بیستم در بین انگلیسی زبانان رایج بود.
کلمه mínzhǔguó (民主國) یک ترجمه اولیه چینی از کلمه انگلیسی جمهوری جا افتاده توسط ویلیام الکساندر پارسونز مارتین با ترجمه چینی او از عناصر حقوق بین‌الملل اثر هنری ویتون پیشگام شد. معادل ژاپنی در این زمان کیوکاکوکو (共和國) بود که به ترجمه استاندارد برای جمهوری در آسیای شرقی تبدیل شد، در حالی که mínzhǔguó به جای آن به معنای «کشور دموکراتیک» بود. جایگزین مشابهی نیز وجود داشت، mínguó (民國) که توسط سون یات سن پیشگام بود (به جمهوری چین (۱۹۱۲–۱۹۴۹) مراجعه کنید).

## پیش زمینه
در سال ۱۸۹۴، چین و ژاپن وارد جنگ شدند. در عرض چند ماه، ژاپنی‌ها ناوگان بی یانگ چین را شکست دادند، ارتش چین را در منچوری شکست دادند و پورت آرتور و ویهایوی را تصرف کردند. اگرچه تقریباً تمام نبردها در شمال چین رخ داد، ژاپن جاه طلبی‌های سرزمینی مهمی در جنوب چین داشت. با نزدیک شدن به پایان جنگ، ژاپنی‌ها اقداماتی را انجام دادند تا اطمینان حاصل کنند که تایوان تحت معاهده نهایی صلح به ژاپن واگذار می‌شود و آنها از نظر نظامی در موقعیت مناسبی برای اشغال جزیره هستند. در مارس ۱۸۹۵ مذاکرات صلح بین ژاپن و چین در شهر شیمونوسکی ژاپن آغاز شد. اگرچه خصومت‌ها در شمال چین در طی این مذاکرات به حالت تعلیق درآمد، تایوان و پسکادورها به‌طور خاص از محدوده آتش‌بس مستثنی شدند. این محرومیت به ژاپنی‌ها اجازه داد تا در مارس ۱۸۹۵ عملیات نظامی علیه جزایر پسکادورس را بدون به خطر انداختن مذاکرات انجام دهند. پسکادورها که در وسط راه چین و تایوان قرار داشتند، کلید موفقیت‌آمیز اشغال تایوان بودند. در یک کمپین سریع در هفته آخر مارس، ژاپنی‌ها جزایر را تصرف کردند و از ارسال نیروهای کمکی بیشتر چینی از طریق تنگه تایوان به تایوان جلوگیری کردند. این اتفاق سریع بر مذاکرات صلح و معاهده متعاقب آن شیمونوسکی که در ۱۷ آوریل ۱۸۹۵ منعقد شد، تأثیر گذاشت و به‌طور مقتضی برای واگذاری چین تایوان به ژاپن فراهم شد. در ۱۰ می، دریاسالار کابایاما سوکنوری به عنوان اولین فرماندار ژاپنی تایوان منصوب شد.

### اعلام جمهوریت
هنگامی که خبر مفاد پیمان به تایوان رسید، تعدادی از سرشناسان مرکزی تایوان به رهبری کیو فنجیا تصمیم گرفتند در برابر انتقال تایوان به حکومت ژاپن مقاومت کنند. در ۲۳ ماه مه، در تایپه، این افراد اعلام استقلال کردند و برپایی جمهوری آزاد و دموکراتیک فورموسا را اعلام کردند. تانگ جینگ سونگ، فرماندار کل چینگ تایوان، موفق شد اولین رئیس‌جمهور این جمهوری شود و دوست قدیمی او لیو یونگ فو، فرمانده بازنشسته ارتش پرچم سیاه که به خاطر پیروزی‌هایش علیه فرانسوی‌ها در شمال چین به یک قهرمان ملی تبدیل شده بود. ویتنام یک دهه قبل از آن به عنوان ژنرال بزرگ ارتش دعوت شد. کیو به عنوان فرمانده بزرگ شبه نظامیان منصوب شد، با قدرت تشکیل واحدهای شبه نظامی محلی در سراسر جزیره برای مقاومت در برابر ژاپنی‌ها. در سرزمین اصلی چین، ژانگ ژیدونگ، فرماندار قدرتمند لیانگ کیانگ، به‌طور ضمنی از جنبش مقاومت فورموسان حمایت کرد و جمهوری خواهان نیز چن جیتونگ، یک دیپلمات چینی رسوایی که طرز تفکر اروپایی را درک می‌کرد، به عنوان وزیر خارجه جمهوری منصوب کردند. کار او فروش جمهوری در خارج از کشور خواهد بود.

### اعلامیه استقلال
این بیانیه در نسخه چینی اصلی خود حفظ نشده است، اگرچه نسخه انگلیسی آن توسط خبرنگار جنگی آمریکایی جیمز ویلر دیویدسون، که هنگام صدور آن در تایپه بود، ضبط شده است. نسخه دیویدسون به شرح زیر است:
اعلامیه رسمی استقلال جمهوری فورموسا.
ژاپنی‌ها با ضمیمه کردن قلمرو ما در فورموسا، چین را مورد بی‌احترامی قرار داده‌اند و دعای ما مردم فورموسا در درگاه‌های تاج و تخت بیهوده بوده است. اکنون می‌دانیم که برده‌های ژاپنی در شرف آمدن هستند.
اگر دچار این عذاب شویم، سرزمین اجاق‌ها و خانه‌های ما سرزمین وحشی‌ها و وحشی‌ها می‌شود، اما اگر دچار آن نشویم، قطعاً وضعیت ضعف نسبی ما دیری نخواهد پاید. کنفرانس‌های مکرری با قدرت‌های خارجی برگزار شده است، که همگی معتقدند که مردم فورموسا باید قبل از اینکه قدرت‌ها به آنها کمک کنند استقلال خود را ایجاد کنند.
اکنون، بنابراین، ما، مردم فورموزا، تصمیم غیرقابل برگشتی داریم که قبل از اینکه به دشمن خدمت کنیم، بمیریم. و ما در شورا مصمم هستیم که کل جزیره فورموسا را به یک ایالت جمهوری خواه تبدیل کنیم، و اداره تمام امور ایالتی ما باید با مشورت و تصمیمات افسرانی که علناً توسط ما مردم انتخاب شده‌اند، سازماندهی و اجرا شود. اما همان‌طور که در این کار جدید، و همچنین برای مقاومت در برابر تجاوزات ژاپنی و همچنین برای سازماندهی دولت جدید، نیاز به مردی است که کنترل اصلی را در اختیار داشته باشد، که اقتدار در مرکز قرار گیرد، و آرامش خانه‌های ما توسط او تأمین شود. مطمئن باشید-بنابراین، با توجه به احترام و تحسینی که ما برای مدت طولانی از فرماندار و فرمانده کل، تانگ چینگ سونگ داشته‌ایم، در شورا مصمم هستیم که او را به مقام ریاست جمهوری برسانیم.
مهر رسمی قطع شده است و در روز دوم ماه پنجم، در ساعت ssu [9 صبح ۲۵ مه]، توسط افراد سرشناس و مردم کل فورموزا با احترام کامل ارائه خواهد شد. در اوایل سپیده دم آن روز، همه ما، سرشناسان و مردم، کشاورزان و بازرگانان، صنعتگران و بازرگانان، باید در خانه اجتماعات Tuan Fang گرد هم آییم تا بتوانیم این تعهد را به شکلی جدی و رسمی افتتاح کنیم.
نه تأخیر باشد و نه اشتباه. بیانیه کل فورموسا. [مهر قرمز به شرح زیر] اعلامیه کل فورموزا.

### به رسمیت شناختن بین اللملی

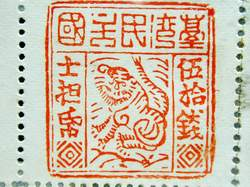
تمبر پستی صادر شده توسط جمهوری فرمز

از آنجایی که این جزیره قبلاً در معاهده شیمونوسکی به ژاپن واگذار شده بود، قدرت‌های غربی در موقعیتی نبودند که جمهوری فورموسا را به عنوان یک دولت قانونی به رسمیت بشناسند. نیروهای چینی تحت اقتدار جمهوری جدید قادر خواهند بود در مقابل ژاپنی‌ها در تایوان بدون نقض فنی مفاد معاهده مقاومت کنند و اگر موفق می‌شدند تایوان می‌توانست در آینده به حکومت چین بازگردد. [نیاز به نقل از] (از این نظر، مهم بود که جمهوری اسماً مستقل، حاکمیت چین را تصدیق کرد) بنابراین، علیرغم مانیفست بی عیب و نقص «پاریزی» آن، در اروپا همدلی چندانی با جمهوری وجود نداشت.
اگرچه حمایت غیررسمی قابل توجهی از جنبش مقاومت فورموسان در پکن وجود داشت، موضع رسمی دولت چینگ پایبندی دقیق به مفاد معاهده شیمونوسکی بود، زیرا در آن زمان تلاش‌های دیپلماتیک قابل توجهی برای متقاعد کردن ژاپن برای رها کردن شبه جزیره لیائودانگ در جریان بود. همچنین طبق این معاهده به ژاپن واگذار شده بود. غرض ورزی ژاپن باعث نگرانی اروپا شده بود و روسیه، فرانسه و آلمان در یک اقدام دیپلماتیک به نام مداخله سه‌گانه، دولت ژاپن را در اواخر آوریل ۱۸۹۵ تحت فشار قرار دادند تا شبه جزیره را به چین بازگرداند. در ۵ ماه مه ژاپنی‌ها موافقت کردند که شبه جزیره لیائودانگ را در ازای افزایش غرامت به چین بازگردانند، اما تا دسامبر ۱۸۹۵ مذاکره در مورد اصلاحات معاهده لازم بود و در حالی که مذاکرات در جریان بود، نیروهای ژاپنی در محل باقی ماندند. در این دوره، امپراتور و مقامات او نگران بودند که ژاپن را توهین نکنند، و بنابراین دربار چینگ رسماً جنبش مقاومت جمهوری خواهان در تایوان را رد کرد. کمی قبل از اعلام جمهوری فورموسا، دادگاه چینگ به لی جینگ فانگ، برادرزاده و پسرخوانده دولتمرد بزرگ چین، لی هنگژانگ، دستور داد تا به تایوان برود و حاکمیت این جزیره را از چین به ژاپن منتقل کند. همچنین در ۲۰ می فرمان امپراتوری را به تایپه ارسال کرد که به تانگ جینگ سونگ دستور داد تا به همه مقامات ملکی کینگ و همه افسران و سربازان دستور دهد تایوان را ترک کنند. به خود تانگ دستور داده شد که به پکن بازگردد.

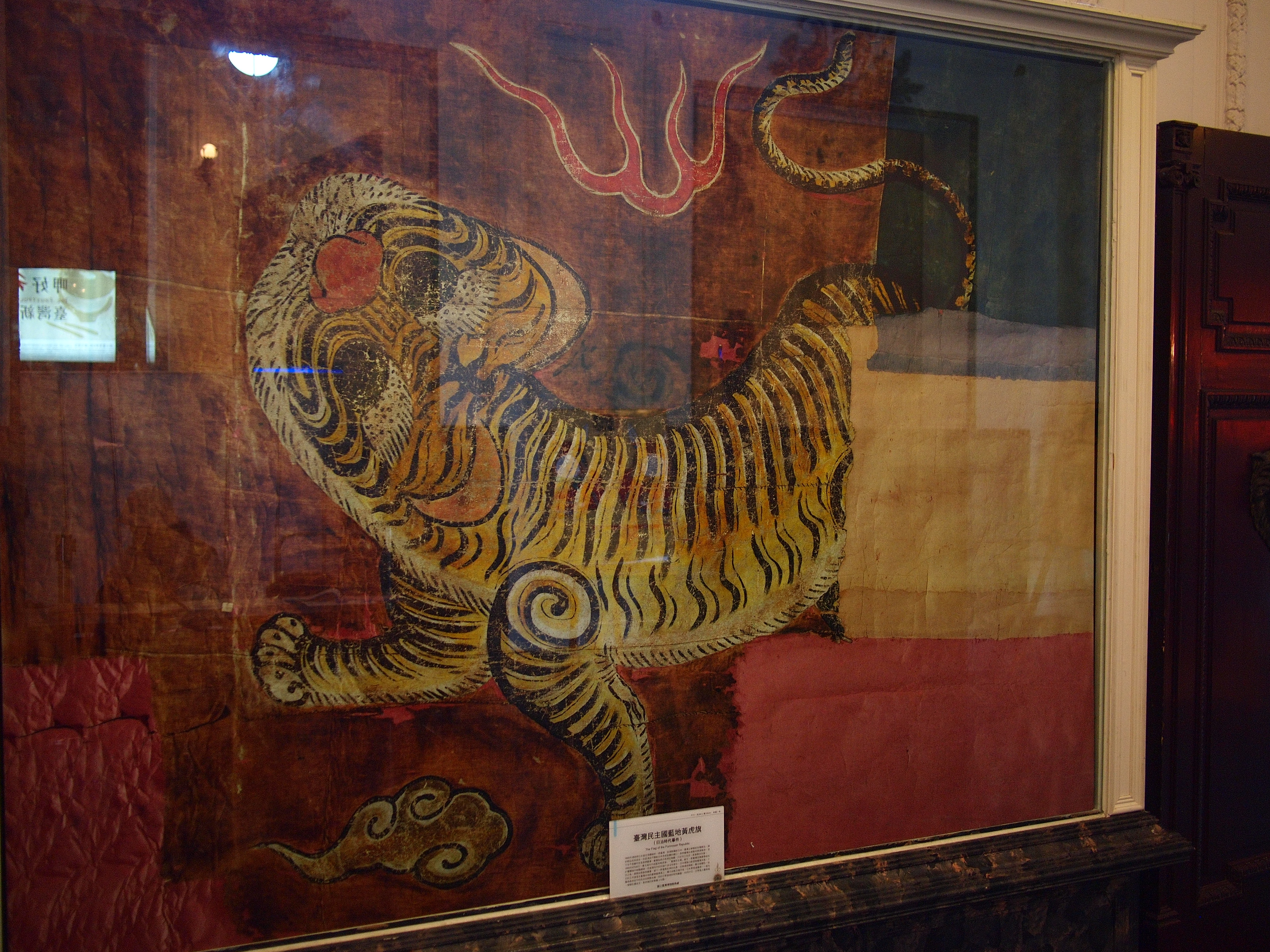
پرچم ملی ۱۸۹۵ جمهوری فرمز در موزه ملی تایوان به نمایش گذاشته شد

جمهوری فورموسا که توسط افکار عمومی اروپا طرد شد و چین رسماً آن را رد کرد، تنها یک هفته از حیات بی وقفه برخوردار بود. [نیاز به نقل از] در این مدت، خود را با تله‌های متعارف حاکمیت تزیین کرد. جمهوریخواهان پرچم ملی را با یک ببر زرد روی زمینه آبی انتخاب کردند، دستور دادند مهر نقره ای بزرگی ساخته شود و شروع به انتشار پول کاغذی و تمبر پستی به نام جمهوری کردند. [نیاز به نقل از] وزیر امور خارجه چن جیتونگ، که سال‌ها در فرانسه زندگی کرده بود، مسئول ساخت بخش عمده ای از این نمادهای جمهوری بود.

## نحوه اداره
محل‌هایی برای پارلمان جمهوری و وزارتخانه‌های جمهوری در یامن‌های دولت سابق چینگ در تایپه پیدا شد. تانگ جینگ سونگ، رئیس‌جمهور جمهوری، در کاخ دولتی که قبلاً به عنوان فرماندار کل چینگ فورموسا اشغال کرده بود، باقی ماند. کابینه تانگ شامل روسای چهار وزارتخانه بزرگ دولتی (جنگ، نیروی دریایی، امور داخلی و امور خارجه) بود که وزارتخانه‌های خود را از یامن‌های بزرگی که قبلاً محل خزانه داری استان بود اداره می‌کردند. یامن‌هایی که قبلاً به عنوان مقر هیئت دفاع مورد استفاده قرار می‌گرفت به مجلس نمایندگان تبدیل شد. اداره نیروی دریایی در دبیرخانه نظامی قدیمی مستقر بود.

## دفاع در مقابل ژاپن
رهبران جمهوری خواه با دانستن این که حمله ژاپن قریب‌الوقوع است، در مدت کوتاهی که به آنها داده شد، برای آماده کردن دفاع جزیره در برابر تهاجم، ناچیزی را انجام دادند. تایوان در ماه مه ۱۸۹۵ کمبود سرباز نداشت. تانگ جینگ سونگ، به منظور بالا بردن روحیه، تعداد آنها را به میزان قابل توجهی اغراق کرد و ادعا کرد که او ۱۵۰۰۰۰ سرباز، منظم و داوطلب را تحت فرمان خود دارد. ناظران عاقل معتقد بودند که این رقم باید به نصف کاهش یابد. در مجموع، آنها محاسبه کردند، ۷۵۰۰۰ سرباز در سراسر جزیره پراکنده بودند که ۵۰۰۰۰ نفر در نیمه شمالی و ۲۵۰۰۰ نفر در نیمه جنوبی بودند. این نیروها شامل سربازان عادی پادگان چینگ، داوطلبان محلی و واحدهای شبه نظامی هاکا بودند که به دستور کیو فنجیا به سرعت جمع شدند. [نیازمند منبع]
پادگان کینگ در فورموزا حدود ۵۰۰۰۰ سرباز داشت که اکثراً به تفنگ‌های تکراری مدرن مسلح بودند. لیو یونگ فو حدود ۲۰۰۰۰ مرد را در جنوب، در اطراف Tainan فرماندهی می‌کرد، در حالی که Qiu Fengjia فرماندهی پادگان‌های مرکزی، شاید ۱۰٬۰۰۰ مرد دیگر را بر عهده داشت. ۳۰۰۰۰ نفر از پادگان‌های شمالی تحت فرماندهی یک دریاسالار چینی به نام یانگ بودند. به نظر می‌رسد که یگان‌های داوطلب محلی و شبه نظامیان هاکا ۲۵۰۰۰ نفر دیگر را تشکیل می‌دهند.

## سقوط
جمهوری فورموسا تنها پنج ماه زنده ماند. ژاپنی‌ها در ۲۹ مه ۱۸۹۵ در نزدیکی Keelung در ساحل شمالی تایوان فرود آمدند و در یک کارزار پنج‌ماهه به سمت جنوب تا Tainan حرکت کردند. در شب ۴ ژوئن، با شنیدن خبر تصرف کیلونگ توسط ژاپنی‌ها، رئیس‌جمهور تانگ و ژنرال کیو به تامسوئی گریختند و از آنجا در غروب ۶ ژوئن به سمت سرزمین اصلی حرکت کردند. ژاپنی‌ها اندکی بعد وارد تایپه شدند.